# Argyrotome muricolor
Argyrotome muricolor är en fjärilsart som beskrevs av W. Warren 1905. Argyrotome muricolor ingår i släktet Argyrotome och familjen mätare. Inga underarter finns listade i Catalogue of Life.